# メアリー・ヘイ (第14代エロル女伯爵)

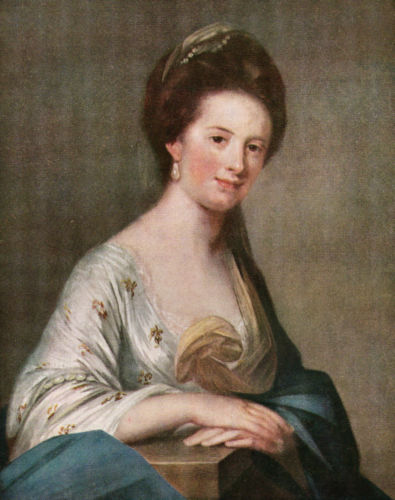
フランシス・コーツによる肖像画

第14代エロル女伯爵メアリー・ヘイ（英語: Mary Hay, 14th Countess of Erroll、1758年8月19日没）は、スコットランド貴族。

## 生涯
第12代エロル伯爵ジョン・ヘイとアン・ドラモンド（Anne Drummond、1656年1月4日頃 – 1707年11月17日以降、第3代パース伯爵ジェームズ・ドラモンドの娘）の娘として生まれた。1717年10月16日に兄弟チャールズが死去した後、1718年2月6日に相続人であると（法的に）宣言され、エロル女伯爵の爵位を継承した。
1722年8月以前にアレクサンダー・ファルコナー（Alexander Falconer、1682年6月 – 1745年7月、デイヴィッド・ファルコナーの息子）と結婚した。その後、夫が姓をヘイに改めた。
ジャコバイトとして1745年ジャコバイト蜂起に関与し、ほかのジャコバイトとの通信にあたってジェイミー・フリーマンを信任してたびたびメッセージを託したという。
1747年にスコットランド世襲的司法権廃止法が成立すると、その代償として1,200ポンドを受け取った。
1758年8月19日に新スレインス城で死去、妹マーガレットの娘アンの息子ジェームズが爵位を継承した。